# 四日市市立三浜小学校
四日市市立三浜小学校（よっかいちしりつ みはましょうがっこう）は、三重県四日市市にかつて存在していた公立小学校である。

## 概要
四日市コンビナート各社の進出に伴う社宅建設などによる児童数急増を受け、近鉄名古屋線と国道23号の間に1956年新設された。
1990年に建て替えた校舎は時計台があり、壁のない教室やワークスペースなどゆとりをもった構造が当時珍しかったことから、全国から教育関係者が見学に訪れていた。
社宅の移転・廃止や少子化による児童数の激減で、2014年閉校となる。
閉校後の校舎は、そのまま芸術文化施設「四日市市三浜文化会館（カルチュール三浜）」となり、校章や校歌レリーフなど小学校の面影が随所に残っている。

## 沿革
昭和戦後期
- 1956年 - 塩浜小学校の児童数が2,000名を超え、同学区に小学校を新設する。

4月1日 - 塩浜第二小学校として開校する。
6月1日 - 三浜小学校の名称に決定する。
- 1957年 - 児童数が1,200名を超える。
- 1959年 - 伊勢湾台風で床上浸水。
- 1965年 - 四日市ぜんそくが社会問題となり、文部大臣が視察に来校。この頃から、公害予防マスク配布や空気清浄機設置など公害対策が取られだす。
- 1966年 - 煤煙で夏でも窓を開けられない実情を生徒会長が佐藤栄作総理大臣へ陳情。

平成時代
- 平成2年（1990年） - 新校舎が完成する。
- 2013年 - 児童数が64名まで減少する。複式学級が避けられなくなったため、塩浜小学校への統合が決定[1]。
- 2014年（平成26年） - 閉校。
- 2016年 - 校舎が三浜文化会館としてリニューアルオープンする。

## 所在地
三重県四日市市海山道町1-1532-1
- アクセス：近鉄名古屋線海山道駅から徒歩5分

## 学区
- 浜田地区 - 曙町、曙1～2丁目、南起町、寿町 （中学校区は港中学校）
- 塩浜地区 - 海山道1～3丁目、大井の川町1～3丁目、雨池町、日永、馳出、馳出町1～3丁目、宮東町1～3丁目、七つ屋町、高旭町、東邦町、大池町、松泉町、宝町、大浜町、六呂見 （中学校区は塩浜中学校）